# Mary Jane Watson
Pour les articles homonymes, voir Mary Watson et Watson.
Mary Jane « MJ » Watson est un personnage de fiction évoluant dans l'univers Marvel de la maison d’édition Marvel Comics. Créé par le scénariste Stan Lee et le dessinateur John Romita Sr., elle apparaît pour la première fois (partiellement) dans le comic book The Amazing Spider-Man (vol. 1) #25 en juin 1965, son visage n'étant visible qu'à partir du #42 en novembre 1966.
Devenue le principal amour de Peter Parker (Spider-Man) puis son épouse, Mary Jane partage une longue histoire commune avec Peter et apparait dans la plupart des adaptations du personnage de Spider-Man.
Initialement introduite par Tante May pour un rendez-vous avec Peter Parker, Mary Jane fait une brève apparition dans The Amazing Spider-Man #25, une plante lui cachant le visage. Son arrivée dans le numéro 42 de la série est vue comme l'une des plus fameuses introductions dans l'histoire des comics due à la construction de la scène, l'attrait de ses cheveux roux flamboyants et sa fameuse phrase d'accroche : « Et bien, Tiger… tu as tiré le gros lot ! », qu'elle annonce à Parker en guise de présentation. Depuis, « Tiger » est devenu l'un des surnoms les plus notables de Parker à travers les comics et ses différentes adaptations.
La « fêtarde » rousse « MJ » Watson fut originellement créée pour entrer en compétition avec le personnage de Gwen Stacy, l'autre grand amour de Peter Parker. Bien que ce dernier soit brièvement sorti avec Mary Jane avant Gwen, les deux cessent de se voir lorsque Peter juge sa flamboyance et sa « personnalité de fêtarde » trop superficielles ; de plus, MJ n'était alors pas prête se lier à un seul homme.
Mary Jane redevient par la suite le principal amour de Parker après la mort de Gwen Stacy, ce drame ayant permis à MJ d'évoluer en une personne plus mature et ouverte. Cette relation, complexe, durera pendant des années avant de se conclure par un mariage.
Depuis l'arc narratif intitulé Spider-Man : Un jour de plus, le couple n'est plus marié, le démon Méphisto ayant littéralement « effacé » le mariage de Peter et Mary Jane de la ligne temporelle principale de l'univers Marvel (la réalité de la Terre-616), et donc plus personne ne s'en souvient. Malgré cela, les deux continuent d'entretenir une relation proche.
Le personnage a été adapté au cinéma, incarné notamment par l'actrice Kirsten Dunst à partir du film Spider-Man (2002).

## Historique de la publication
Le personnage de Mary Jane Watson est d'abord mentionné dans l'épisode The Amazing Spider-Man #15 en août 1964. Il s'agit initialement d'une blague de la série, étant donné que la tante May de Peter Parker essaie à plusieurs reprises d'inciter son neveu à sortir avec elle. Parker (alias le super-héros Spider-Man) essaie constamment d'éviter Mary Jane qui, en dehors d'une brève apparition (dans le #25 en juin 1965) avec le visage caché, n'est jamais vraiment vue jusqu'au #42 en novembre 1966.
Selon son créateur Stan Lee, lui et John Romita ont toujours voulu que Gwen Stacy soit le véritable amour de Spider-Man, et ils ont introduit Mary Jane « juste pour rire », mais « quelque part, Mary Jane semble avoir toute la personnalité, et plus nous essayions de rendre Gwen attirante, moins nous y arrivions ! Nous sentions que Mary Jane finissait par être plus attirante mais également plus drôle et plus intéressante, et nous avons finalement décidé de laisser Peter sortir avec elle, mais c'était… comme si les personnages avaient pris le dessus ! »,.
La popularité inattendue de Mary Jane Watson chez les lecteurs, après ses débuts, change le cours du plan prévu pour le personnage de Gwen Stacy, qui devait initialement être le véritable amour de Peter. Elle était caractérisée comme une gentille fille-à-papa en contraste de Mary Jane, plus ancrée dans la contre-culture des années 1960 avec une personnalité de « vamp » libérée. Les fans, étonnamment, préfèrèrent Mary Jane et demandèrent à ce qu'elle prenne le rôle de Gwen comme principal amour de Peter, les lecteurs trouvant Mary Jane plus palpitante et « peu importe la façon dont nous [Lee et ses collaborateurs] l'écrivions, Mary Jane semblait toujours plus intéressante ! »,
Les noms « Mary Jane » et « MJ » sont également des termes communs pour parler de la marijuana. Quand on le questionna à ce propos, Stan Lee déclara que c'était une pure coïncidence, qu'il ne connaissait rien à propos des drogues et qu'il n'avait jamais essayé la marijuana.
En 1987, le personnage est marié à Peter Parker dans The Amazing Spider-Man Annual #21. En conséquence, l'auteur J. M. DeMatteis fait de Mary Jane et de son mariage avec Parker l'un des thèmes de l'histoire « Kraven's Last Hunt » (« La dernière chasse de Kraven »), publié la même année que le mariage. DeMatteis commente le fait que Kraven's Last Hunt comporte beaucoup de noirceur, mais l’histoire centrale est à propos de Peter et de son voyage dans la lumière et le pouvoir d'un simple amour humain. La raison qui fait que Peter va au-delà de ses problèmes est parce qu’il a Mary Jane dans sa vie et qu'elle est son salut.
L'éditeur-en-chef Joe Quesada déclara qu'il sentait que ce mariage vieillissait les personnages, les rendant moins attrayants pour des lecteurs plus jeunes et diminuant les effets dramatiques des épisodes. Cependant, il déclara également que le fait de les « faire divorcer, en tuer l'un ou les deux ou annuler le mariage… serait encore pire ». Il affirma également que le mariage lui-même était soumis à un mandat éditorial ; Stan Lee avait décidé de marier les personnages dans son comic-strip quotidien (The Amazing Spider-Man (comic strip) (en)), alors qu'ils ne sortaient même pas ensemble dans la bande dessinée. Il fut ensuite décidé de les marier également dans l'univers Marvel principal. En 2007, Quesada était aux commandes de l'intrigue controversée Spider-Man : Un jour de plus, qu'il dessina également, dans laquelle le mariage de Peter et Mary Jane est effacé de l'histoire et de la mémoire de tout le monde par le démon Méphisto. Quesada affirme être un grand fan de la relation de Peter avec MJ, et dans plusieurs interviews, il déclara que l'univers alternatif MC2 (en), dans lequel Peter et Mary Jane sont heureux en mariage, est une « progression naturelle » des personnages.
L'effacement du mariage de Peter et Mary Jane a également été adopté dans le comic-strip quotidien mais, à cause de la réaction négative des lecteurs, Lee révéla plus tard qu'il s'agissait d'un « mauvais rêve ». Dans la continuité du comic-strip quotidien, Mary Jane reste la femme de Spider-Man.

## Biographie du personnage

### Origines et parcours
Mary Jane est décrite comme une jeune femme extrêmement belle, rousse aux yeux verts, et le principal intérêt romantique de Peter Parker pendant la majorité des quarante années de sa publication, entre sa première apparition complète en 1966 et l'histoire de One More Day en 2007 (Peter et Mary Jane se marient en 1987). Originellement, elle est en compétition pour l'affection de Peter, surtout avec Gwen Stacy et Felicia Hardy (la Chatte noire). Les origines relativement peu connues de Mary Jane sont ensuite explorées dans The Amazing Spider-Man #259.
Les premiers numéros de The Amazing Spider-Man mettent en scène le running gag de Peter esquivant les tentatives de tante May de le faire sortir avec « cette agréable voisine Watson », que Peter n'a pas encore rencontrée et qu'il assure ne pas être son type, alors que sa tante May l'apprécie. Mary Jane fait sa première apparition dans The Amazing Spider-Man #25 (juin 1965), bien que son visage soit caché. Cependant, elle est vue à la fois par Liz Allen et Betty Brant, qui sont toutes deux choquées par son attractivité. C'est seulement dans The Amazing Spider-Man #42 (novembre 1966) que son visage apparaît enfin. Dans ce numéro, sur la dernière page, Peter la rencontre finalement, et est abasourdi par sa beauté alors qu'elle déclare la maintenant fameuse phrase « Et bien, Tiger… tu as tiré le gros lot ! » (en VO : « Face it, Tiger… you just hit the jackpot! »).
Peter commence à sortir avec elle, bien que cela contrarie Gwen Stacy. Cependant, ils commencent à devenir irrités l'un envers l'autre et Peter choisi par la suite de sortir avec Gwen. Mary Jane, qui devient la cible et la petite amie de Harry Osborn pendant un an, reste une amie de Peter et Gwen.
Malgré sa joie de vivre, ses amis et ses sorties, Mary Jane refuse de rester liée trop longtemps. Quand sa relation avec Harry Osborn se termine, cela a un impact significatif sur ce dernier, le poussant à faire une overdose. Ce tournant crée un effet boomerang, poussant son père Norman Osborn au bord de la folie, et restaurant temporairement ses souvenirs en tant que Bouffon vert.
Après que le Bouffon vert tue Gwen Stacy, Mary Jane essaie de réconforter Peter. Celui-ci, désemparé par la perte de Gwen, affronte avec colère MJ à propos de son attitude, apparemment volage et insouciante. Il met en doute sa capacité à prendre soin des autres personnes comme lui et Gwen, et déclare « Tu ne serais pas désolée si ta propre mère mourait », ignorant que la mère de MJ était déjà morte. Mary Jane, blessée par les commentaires de Peter, s'apprête à partir mais hésite quand elle s'approche de la porte, choisissant finalement de rester avec lui. C'est le point tournant dans leur relation et, pendant les deux années qui suivent, ils deviennent des amis très proches. Par la suite, en réalisant les sentiments qu'ils partagent l'un pour l'autre, ils décident de porter leur relation au niveau au-dessus. Leur relation rencontre quelques obstacles initiaux, tel que le mauvais caractère de MJ et le fait que Peter disparait sans cesse pour aller se transformer en Spider-Man.
Bien qu'elle aime Peter, MJ ne veux pas s'attacher. Cependant, elle permet à leur relation de continuer et doit prendre une décision difficile quand Peter la demande en mariage. Après avoir pris un petit peu de temps pour se décider, elle refuse. Après une série d'expériences traumatiques, impliquant les absences de Peter et le fait que son alter-ego costumé met sa Tante May en danger, MJ, fatiguée, quitte New York pour plusieurs mois. Peter, pendant ce temps, sort avec d'autres femmes, notamment Felicia Hardy.
MJ finit par revenir. À la suite d'une attaque de Peter par le Puma, elle éclate en sanglots et avoue savoir que Peter est Spider-Man. Après avoir appris l'histoire de sa propre famille, Peter trouve un nouveau respect pour elle et commence à la comprendre vraiment. MJ explique clairement à Peter que connaître son identité de super-héros ne change rien à ses sentiments et qu'elle ne l'aime que comme une amie.
En dépit du roman graphique one-shot Amazing Spider-Man: Parallel Lives et Untold Tales of Spider-Man #16 révélant que Mary Jane découvrit le secret de Peter en remarquant Spider-Man en train de sortir par la fenêtre de sa chambre après le meurtre de son oncle, de nombreuses bandes dessinées publiées avant cette révélation affirment qu'elle l'avait tout simplement « compris », avec des détails, laissés ambigus pour le lecteur.
Après une nouvelle période où il reconsidère ses priorités dans la vie, Peter envisage d'abandonner le costume de Spider-Man, Mary Jane soutenant sa décision. Mais sa relation avec Felicia Hardy se termine. Se sentant perdu et coupable, Peter rends visite à Mary Jane et s'excuse avec un baiser maladroit avant de partir en direction de Berlin avec Ned Leeds.
Après le meurtre de Ned Leed par le Foreigner (en), un Peter amer et changé rentre à New York, où sa perte temporaire de direction dans la vie n'est pas aidée lorsque Ned est désigné comme le Super-Bouffon, Felicia choisissant de laisser Peter derrière elle car elle est liée au Foreigner. Mary Jane revient voir Peter, sans doute pour arranger les choses, mais Peter la surprend avec une seconde proposition de mariage, que MJ refuse une fois de plus.
MJ rentre dans sa famille pour régler de vieilles dettes avec son père, avec Peter derrière elle. Après avoir aidé sa sœur à faire arrêter leur père, et aidé Peter contre un Spider-Slayer (en), Mary Jane a une épiphanie sur le mariage et accepte de devenir la femme de Peter.

### Mariage
En dépit de l'inquiétude mutuelle que partagent Mary Jane et Peter Parker sur le fait qu'ils vont se marier trop tôt, les préoccupations de Peter pour la sécurité de MJ, et la réticence de cette dernière à quitter son mode de vie, les deux se marient (en).
MJ ajoute le nom de famille de Peter au sien, devenant Mary Jane Watson-Parker. Ils sont, à ce moment-là, vraiment amoureux. Spider-Man porte son costume noir pendant à cette période, mais après que Mary Jane soit effrayée par un Venom harceleur, elle le convainc de reprendre son ancien costume.
Mary Jane continue d'être mannequin après leur mariage, mais est harcelée par son riche propriétaire, Jonathan Caesar. Lorsqu'elle rejette ses avances, il la kidnappe, mais elle arrive à s'échapper. Alors que Caesar est brièvement incarcéré, il use de ses puissantes connexions à travers la ville et la blackliste comme mannequin.

### Un jour de plus
Lors de l'arc narratif Spider-Man : Un jour de plus, pour sauver sa Tante May à l'article de la mort, Peter Parker se voit forcé de conclure un pacte avec le démon Méphisto.

En échange de la survie de Tante May, Méphisto exige d'effacer le mariage entre Peter et Mary Jane de la mémoire collective — mis à part une partie subconsciente de leurs âmes qui se souvient de l’évènement —, permettant à Méphisto de se régaler de la douleur, exposée par ces vestiges pour l'éternité. Le démon explique qu'il veut consommer leur bonheur, leurs rêves et leur passion, arguant : 

« C'est parce que votre amour est le plus rare qui soit. Pur, inconditionnel et sanctifié aux yeux de Celui que je hais le plus. Un amour comme le vôtre ne se produit qu'une fois tous les millénaires, et l'enlever… le dénier… est une victoire comme nulle autre imaginable. »

En échange, Mary Jane demande à Méphisto que l'identité secrète de Peter Parker soit de nouveau en place, et qu'il ait une chance d'être heureux. Peter finit aussi par accepter ; son mariage avec MJ est alors éradiqué de la réalité. May Parker retrouve la santé et Harry Osborn revient à la vie. Toutefois, les dernières paroles de Mary Jane à Peter dans cet arc narratif, et la dernière page du comic book The Amazing Spider-Man #600 insinuent qu'ils seront un jour de nouveau ensemble et que la victoire de Méphisto n'est que temporaire.
Dans les interviews réalisées avec Joe Quesada, alors rédacteur en chef du Marvel Comics, toutes les histoires antérieures à cet arc narratif restent « canoniques » (ce qui sera contredit plus tard, car les événements des histoires ultérieures impliquent que MJ n'est jamais tombée enceinte). Quesada a également déclaré qu'un intervalle de temps indéfini s'était produit entre les pages de Un jour de plus, au cours duquel le couple s'est séparé. À la fin de cette période, MJ déménage en Californie pour devenir actrice mais continue d'aller à New York de temps en temps. Dans l'épilogue de Un jour de plus, elle assiste au cours d'une de ces visites à une fête de « retour à la maison » organisée par son ex Harry Osborn ; Peter Parker l’aperçoit un peu avant son départ, après l'avoir ignorée.
Cet évènement sonne le début de la saga Spider-Man: Brand New Day. Les histoires qui suivent voient Peter et Mary Jane séparés, à l'image de l'épisode « L'étrangère aux cheveux roux » où Peter ne reconnaît même pas MJ quand il la croise dans la rue.

### Nouvelle vie
Mary Jane vit ensuite sur la côte ouest américaine, étant devenue la petite amie de l'acteur Bobby Carr. Elle revient finalement à New York pour assister au mariage de tante May.
Dans l'histoire "One moment in time" de 2010, Mary Jane et Peter acceptent de se revoir et l'histoire ré-écrite depuis le pacte avec Mephisto est révélée. Mary Jane a murmuré à l'oreille du démon que Peter n'accepterait pas le pacte si elle ne le poussait pas à le faire, et que Mephisto devait laisser Peter seul pour toujours une fois le pacte fait. Mary Jane fit cela pour protéger Peter, et le démon accepta. Dans le temps présent, elle se rend chez Peter. Ils parlent de la façon dont ils se sont comportés l'un avec l'autre et du fait qu'ils veulent redevenir amis. Ils se souviennent de Peter ratant ce qui aurait dû être leur mariage, à cause de ses activités en tant que Spider-Man, et de Mary Jane lui demandant d'arrêter. Son refus a convaincu Mary Jane qu'il est préférable qu'ils ne se marient pas, car s'ils avaient un enfant un jour ce dernier serait en danger à cause de son activité de super-héros.
Dans l'histoire réécrite, Mary Jane rejoint tante Anna, juste à temps pour stopper un tueur à gages qui l'attaquait. Spider-Man sauve Mary-Jane de celui-ci. Il emmène ensuite Mary Jane, blessée, à Docteur Strange, qui lui lance un sort guérisseur. Peter insiste pour que Docteur Strange fasse oublier au monde qu'il est Spider-Man. Il entre dans une coquille protectrice pour que les changements ne l'affecte pas. Au dernier moment, il sort de la coquille et prend Mary Jane avec lui, pour qu'elle n'oublie pas non plus. De retour dans le présent, Mary Jane explique que, bien qu'elle l'aime encore, elle n'est pas assez forte pour être avec lui. Elle lui dit qu'il doit aller de l'avant et trouver quelqu'un qui peut être avec lui.
Peter commence alors une relation avec Carlie Cooper.

## Pouvoirs et capacités
Mary Jane Watson n'a aucun super-pouvoir. Elle est cependant capable de se défendre seule, ayant montré qu'elle sait comment se protéger d'agresseurs (par exemple Jonathon Caesar, qu’elle assomma avec une lampe avant d’électrocuter ses gardes du corps), voire de venir en aide à Spider-Man, principalement en distrayant ses ennemis.
Elle a exercé les métiers de danseuse, mannequin et actrice. À plusieurs reprises, elle a utilisé ses talents dans le milieu de la mode pour réparer ou confectionner les costumes de son (ex) mari Peter Parker.
Lors de son installation à la Tour des Vengeurs, elle a pris des cours d’autodéfense avec Captain America. Elle a également porté, de façon temporaire, une ancienne version de l’armure d’Iron-Man.
À une occasion, elle a été possédée par l’esprit de la guerrière Red Sonja et combattit alors avec Spider-Man (bien avant leur mariage) le sorcier Kulan Gath ; Mary Jane ne conserve cependant plus aucun souvenir de cet événement.

## Versions alternatives

### Ultimate Spider-Man
Dans la série Ultimate Spider-Man, Mary-Jane Watson est la première petite amie de Peter Parker. Gwen Stacy n'apparaîtra que par la suite. Avant de fréquenter Peter Parker, Mary-Jane fréquentait Harry Osborn.
Une fois devenu Spider-Man, Peter décide de lui avouer son identité secrète. À partir de là, ils entamèrent une relation, Mary-Jane soutenant souvent Peter lorsqu'il doit agir en tant que Spider-Man. Cependant, elle échappe de peu à la mort lors d'un affrontement entre Spider-Man et le Bouffon vert, qui la jeta du haut d'un pont. Peter l'entoila par le pied et la déposa saine et sauve mais inconsciente sur le sol, alors qu'Osborn s'échappait. Cette scène n'est pas sans rappeler la mort de Gwen Stacy dans l'Univers classique ; mais ici, Mary-Jane ne meurt pas et continue sa relation avec Peter (tout en restant cependant traumatisée depuis l'accident du pont).
Peter la quitte après avoir compris (à la suite de la mort de Gwen par son clone et la transformation de Harry en Super-Bouffon) que ses proches sont continuellement en danger à cause de lui. Alors que Peter fréquente Kitty Pride, Mary Jane tente de le reconquérir. Elle y parvient finalement après la Saga du Clone.
Mary Jane assiste au combat final entre Spider-Man et le Bouffon, et Peter meurt dans ses bras. Elle se met alors en tête de dénoncer les responsables de sa mort. Elle crée un dossier intitulé « Comment le monde a tué Spider-Man » et prend des vidéos de l'endroit où Peter a été touché par la balle du Punisher. Elle dénonce J. Jonah Jameson, qui l'avait poursuivi durant des années, et même l'implication de Nick Fury qui tenait absolument à le posséder.
Une fois son travail terminé, elle voit un hélicoptère transportant Tante May et Gwen Stacy (ressuscitée durant la Saga du Clone) en France. Fury fait alors irruption dans sa chambre et lui avoue qu'il aimait Peter. En effet, il connaissait ses parents et l'avait vu tout-petit. Après la mort des parents de Peter, Fury avait décidé de leur rendre hommage en le formant pour qu'il devienne un grand héros. Il regarde alors Mary Jane en pleurant, en disant qu'elle avait raison : il avait, en quelque sorte, lui-même tué Spider-Man.

### Terre alternative 982
Dans la réalité alternative de la Terre-482, Mary-Jane Watson est désormais mariée à Peter Parker, qui a livré son dernier combat contre le Bouffon vert et est amputé d'une jambe.
De cette union naît une fille, baptisée May « Mayday » Parker en mémoire de la tante de Peter, tante May. Mayday est ensuite enlevée par des hommes de main de Norman Osborn avant d'être retrouvée par Kaine, le clone de Peter. Mayday acquiert les pouvoirs de son père et devient Spider-Girl.
Mary-Jane a un autre enfant, un garçon baptisé Benjamin Richard Parker en mémoire de l'oncle de Peter, l'oncle Ben et de son père, Richard Parker.

## Apparitions dans d'autres médias
Sauf indication contraire, les informations mentionnées dans cette section peuvent être confirmées par la base de données cinématographiques IMDb,  présente dans la section « Liens externes ».

### Cinéma

#### Interprétée par Kirsten Dunst

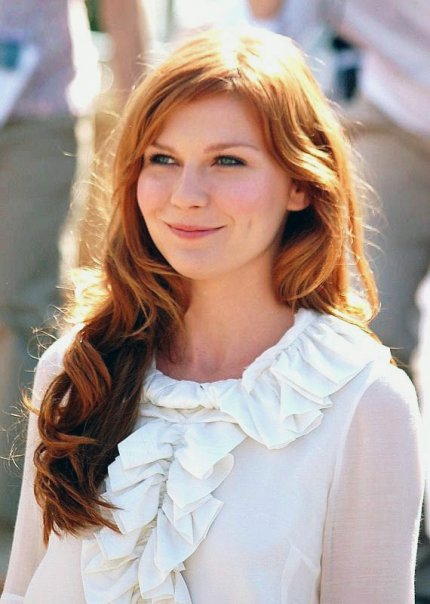
Kirsten Dunst interprète Mary-Jane Watson dans la trilogie Spider-Man de Sam Raimi (2002-2007).

Dans le film Spider-Man (2002), Mary Jane Watson (interprétée par l'actrice Kirsten Dunst) est la voisine de Peter Parker. Peter est amoureux d'elle depuis qu'ils sont enfants. Elle étudie dans le même lycée que lui, Midtown. Elle est sortie un temps avec Flash Thompson, le tortionnaire de Peter, puis avec Harry Osborn avec qui elle rompt très vite. D'abord secourue par Spider-Man à la suite d'une chute, elle en tombe amoureuse. Lorsqu'elle se fait enlever par Norman, devenu le Bouffon Vert quelque temps plus tôt, Spider-Man la sauve. Elle est présente aux funérailles de Norman Osborn. Se rendant compte de ses sentiments pour Peter, elle les lui avoue puis l'embrasse. Mais ce dernier, refusant de la mettre en danger, ne lui offre que son amitié.
Dans Spider-Man 2 (2004), Mary-Jane devient comédienne dans une pièce de théâtre et entame une relation avec le fils du journaliste Jameson. Elle se fait enlever par le Dr Octopus. Alors que Spider-Man tente de stopper le vilain, elle découvre que Peter est Spider-Man. Octopus meurt après avoir détruit son installation, raisonné par Peter. Ce dernier avoue à Mary-Jane ses sentiments, mais lui dit qu'ils ne pourront jamais être ensemble, car le rôle de justicier de Peter passera toujours avant elle. Le lendemain, Mary Jane doit se marier, mais fait finalement remettre à son prétendant un mystérieux papier. Elle va chez Peter et lui dit qu'elle est prête à accepter son rôle de justicier, qu'elle l'aime et que c'est désormais son tour de veiller sur lui. Peter et Mary-Jane finissent par s'embrasser.
Dans Spider-Man 3 (2007), Mary-Jane est en couple avec Peter qui, secrètement, veut l'épouser. Sa carrière d'actrice ne se lance pas et elle découvre qu'une autre actrice a pris sa place dans le théâtre où elle joue. Elle se rapproche de Harry Osborn guéri de son amnésie, puis ce dernier pousse Mary-Jane à rompre avec Peter pour l'affaiblir psychologiquement. Mary-Jane travaille comme serveuse dans un night-club. Pour rendre celle-ci jalouse, Peter danse avec Gwen Stacy. Quand cette dernière se rend compte que Peter l'a séduite pour faire souffrir Mary-Jane, elle s'excuse auprès de Mary-Jane et quitte le bar. Elle se fait ensuite gifler par Peter qui se battait avec les videurs, puis ce dernier se rend compte de son erreur et de ce que le symbiote lui fait faire. Mary-Jane se fait enlever par Eddie Brock devenu Venom quelques heures plus tôt, mais est finalement sauvée par Peter puis Harry qui vient leur porter secours. Peu après la mort de Harry Osborn, Peter et Mary-Jane commencent à réparer leur relation

#### Interprétée par Shailene Woodley (scènes coupées)
Dans The Amazing Spider-Man : Le Destin d'un héros (2014) de Marc Webb, le personnage de Mary Jane (interprétée par l'actrice Shailene Woodley) devait apparaître dans ce reboot mais ses scènes ont été coupées au montage. De plus, son apparition dans The Amazing Spider-Man 3 était à confirmer mais, à la suite de l'abandon du projet, le personnage ne fera aucune apparition officielle.

#### Interprétée par Zoë Kravitz
En 2018, dans le film d'animation Spider-Man: New Generation, le personnage (interprétée par Zoë Kravitz) est la femme de Peter et prononce un discours à son enterrement, après que celui-ci a été tué par le Caïd. On apprend également que le Spider-Man d'un monde alternatif, Peter B. Parker, était lui aussi marié à Mary Jane dans son monde, mais que la peur du héros à avoir des enfants les a poussés à divorcer.

#### Interprétée par Zendaya
Dans les films de l'univers cinématographique Marvel, Peter Parker entame une relation avec un personnage inédit, du nom de Michelle Jones Watson (interprétée par Zendaya), mais celle-ci est souvent appelée « MJ » par ses proches. À tel point que, dans le film Spider-Man: No Way Home (2021), Norman Osborn pensera à tort que ce diminutif signifie « Mary Jane ».

### Télévision
- 1994-1998 : Spider-Man, L'homme-araignée
- 1999-2001 : Les Nouvelles Aventures de Spider-Man
- 2003 : Spider-Man : Les Nouvelles Aventures
- 2008-2009 : Spectacular Spider-Man
- 2012-2017 : Ultimate Spider-Man

### Jeux vidéo
- Spider-Man (2000) :

MJ est capturée par Venom, poussant Spider-Man à le traquer.
- Spider-Man (2002)
- Spider-Man 2 (2004)
- Ultimate Spider-Man (2005) :

MJ est un personnage de soutien.
- Spider-Man : Bataille pour New York (2006)
- Spider-Man 3 (2007)
- Spider-Man : Le Règne des ombres (2008) :

MJ est un personnage secondaire, jouant un rôle dans les décisions de Spider-Man pour sauver New York.
- Spider-Man : Aux Frontières du Temps (2011) :

Personnage secondaire ; dans cette version, MJ est la compagne de Peter Parker/Spider-Man. Sa vie est mise en péril lors du bouleversement temporel ; elle est sauvée par Miguel O'Hara/Spider-Man 2099.
- Spider-Man Unlimited (2014) :

MJ est un personnage secondaire, demandant l'aide des joueurs pour différentes missions.
- Marvel's Spider-Man (2018) :

Personnage secondaire jouable et possédant son propre arc narratif. Dans cette version, MJ est reporter. Elle a eu une relation pendant deux années avec Peter mais a rompu, à cause de sa surprotection. Six mois plus tard, le duo se retrouve quand des démons s'attaquent au territoire de Wilson Fisk, Mary-Jane aidant Peter à enquêter sur différentes affaires. Le duo se dispute de nouveau quand Peter ruine le travail de Mary-Jane. Ils se réconcilient après l'évasion des prisonniers du Raft. MJ s'infiltre dans l'appartement de Norman Osborn et découvre que Harry est malade, ainsi que l'emplacement du « Souffle du Diable ». Après les événements principaux du jeu, elle aide Peter à enquêter sur la Maggia et découvre le sombre passé du Capitaine Yuri Watanabe. Elle finit par partir en Symkarie faire un reportage sur la guerre civile. Trois mois plus tard, elle est nommée rédactrice adjointe du quotidien Daily Bugle.
- Marvel's Spider-Man 2 (2023) :

Personnage secondaire jouable et possédant son propre arc narratif. MJ continue de travailler au Daily Bugle mais est sous pression, à cause du retour du rédacteur en chef J. Jonah Jameson. Toujours en couple avec Peter, elle décline sa proposition de vivre dans le Queens en raison de son travail. Elle aide Peter et Miles Morales en leurs fournissant différentes informations, et en jouant un rôle sur le terrain grâce à son arme et à son entraînement pendant son séjour en Symkarie. Retour de la maladie de Harry Osborn ; Peter succombe au Symbiote qui essaye de la tuer. MJ publie un article sur le changement de Spider-Man. Elle finit par être la victime de Venom qui la transforme en Scream et combat Peter. MJ parvient à repousser le Symbiote et démissionne du Bugle, ne voulant pas travailler pour Jameson. MJ aide Peter et Miles à détruire les Symbiotes et accepte la proposition de Peter de vivre ensemble. Elle lance son propre podcast, « La Nouvelle Réalité ».